# Electric Callboy
Electric Callboy (anteriormente Eskimo Callboy), (en español: el joven de la guardia eléctrica) es una banda alemana del metalcore y del electronicore formada en Castrop-Rauxel en 2010.

## Historia
Su primer EP, llamado Eskimo Callboy EP, fue lanzado por la banda vía EMP en 2010. Al tiempo el EP sería relanzado por su actual discográfica, Redfield Records, el 25 de junio de 2011. Luego actuó como banda soporte de bandas como Callejón, We Butter The Bread With Butter y Neaera.
Su álbum debut, Bury Me In Vegas, fue lanzado el 23 de marzo de 2012 con Redfield Records. Luego de esto, la banda tuvo a lo largo del año varios tours por Europa y algunos lugares de Asia. compartió con bandas como Callejón, The Browning, Close To Home, WassBass, entre otras.
La banda comenzó la grabación de su segundo álbum en Kohlekeller Studios junto al productor Kristian Kohlmannslehner en el transcurso de 2013. Dicho álbum, titulado We Are The Mess, fue lanzado el 10 de enero de 2014 vía Redfield Records y Warner Music Japan.
Poco tiempo de empezar a estar en revistas y demás, la banda no tarda mucho en preparar todo para su tercer álbum. Junto a Redfield Records y Universal Music, el 6 de marzo del 2015 sale Crystals y gracias a Universal Music logran una buena comercialización, la cual fue más allá de Europa, Japón y Estados Unidos.
El 10 de marzo de 2022, la banda hace oficial su cambio de nombre por Electric Callboy, debido a haber adquirido conciencia sobre el uso de «eskimo» como peyorativo en ciertas áreas estadounidenses. 
El 23 de mayo de 2024, la banda hizo una colaboración con la banda japonesa Babymetal en la canción RATATATA. Esta canción sería posteriormente utilizada por la promotora estadounidense de lucha libre profesional WWE como tema principal del evento Bash in Berlin de 2024. Durante la gira de la banda por Australia, Frank Zummo sustituyó al baterista cuando Friedrich tuvo que marcharse inesperadamente por enfermedad.
El 24 de enero de 2025, la banda lanzó el sencillo "Elevator Operator".
El 29 de abril de 2025, el baterista David-Karl Friedrich anunció su salida de Electric Callboy tras 13 años con la banda, manifestando su intención de emprender un nuevo rumbo. La banda confirmó que seguiría tocando con un nuevo baterista. El 23 de mayo de 2025, la banda lanzó el sencillo "Revery".

## Estilo musical
El estilo musical de la banda puede describirse como una mezcla de metalcore y post-hardcore con electrónica. A este mix se le conoce como electronicore. Algunos músicos han dicho que Asking Alexandria y Attack Attack! son parte de sus influencias. Su cantante afirmó que los músicos no tienen ganas de ser parte de la «escena hardcore».
Sus letras tratan sobre emborracharse, tener fiestas, sexo y entrenar en el gimnasio. La banda llama a su música «porno metal» (porn metal). Algunas personas han criticado la música de Eskimo Callboy como misógina, homofóbica, y misantrópica. En una entrevista con la revista alemana FUZE, el vocalista Sebastian Biesler dijo que las letras usan clichés en forma de sátira. La revista German Metal Hammer, le dio una crítica positiva a la banda. Escribieron, «esto es porque Eskimo Callboy es divertido, porque ellos se olvidan de sí mismos y dejan que la diversión fluya».

## Miembros

### Miembros actuales
- Nico Sallach - Voz limpia, Guturales (2020-presente)
- Kevin Ratajczak – Guturales, Teclados (2010–presente)
- Daniel "Danskimo" Haniß – Guitarra solista (2010–presente)
- Pascal Schillo – Guitarra rítmica (2010–presente)
- Daniel Klossek – Bajo (2010–presente)

### Antiguos miembros
- Sebastian "Sushi" Biesler – Voz limpia y Guturales (2010–2020)
- Michael "Micha" Malitzki – Batería (2010–2012)
- David Friedrich – Batería (2012–2025)

Cronología

## Discografía

### Álbumes de estudio
| Título           | Detalles del álbum | Posiciones en listas | Posiciones en listas | Posiciones en listas | Posiciones en listas | Posiciones en listas | Posiciones en listas | Posiciones en listas | Posiciones en listas |
| Título           | Detalles del álbum | GER                  | AUS                  | AUT                  | BEL (FL)             | BEL (WA)             | FIN                  | NLD                  | SWI                  |
| ---------------- | --- | -------------------- | -------------------- | -------------------- | -------------------- | -------------------- | -------------------- | -------------------- | -------------------- |
| Bury Me in Vegas | - Publicado: 23 de marzo de 2012 - Discográfica: Redfield - Formato: CD                                                     | 65                   | —                    | —                    | —                    | —                    | —                    | —                    | —                    |
| We Are the Mess  | - Publicado: 10 de enero de 2014 - Discográfica: Redfield - Formato: CD, LP, Descarga Digital, streaming                    | 8                    | —                    | 64                   | —                    | —                    | —                    | —                    | —                    |
| Crystals         | - Publicado: 20 de marzo de 2015 - Discografía: Spinefarm - Formato: CD, Descarga Digital, Streaming                        | 6                    | —                    | 54                   | —                    | —                    | —                    | —                    | 70                   |
| The Scene        | - Publicado: 25 de agosto de 2017 - Discográfica: People Like You, Century Media - Formato: CD, Descarga Digital, Streaming | 6                    | —                    | 14                   | —                    | —                    | —                    | —                    | 89                   |
| Rehab            | - Publicado: 1 de noviembre de 2019 - Discográfica: Century Media - Formato: CD, Descarga Digital, Streaming                | 16                   | —                    | 65                   | —                    | —                    | —                    | —                    | —                    |
| Tekkno           | - Publicado: 16 de septiembre de 2022 - Discográfica: Century Media - Formato: CD, LP, Descarga Digital, Streaming          | 1                    | 66                   | 3                    | 9                    | 123                  | 13                   | 27                   | 6                    |

### EP
| Título         | Detalles de EP                                                                                                 |
| -------------- | --- |
| Eskimo Callboy | - Publicado: 3 de septiembre de 2010 - Discográficas: Tone Df, Redfield - Formato: CD                          |
| MMXX           | - Publicado: 11 de septiembre de 2020 - Discográfica: Century Media - Formato: CD, Descarga digital, streaming |

### Sencillos
| Título                                       | Año  | Posiciones en listas | Álbum            |
| Título                                       | Año  | GER                  | Álbum            |
| -------------------------------------------- | ---- | -------------------- | ---------------- |
| "Is Anyone Up?"                              | 2011 | —                    | Bury Me in Vegas |
| "We Are the Mess"                            | 2013 | —                    | We Are the Mess  |
| "Best Day"                                   | 2015 | —                    | Crystals         |
| "MC Thunder"                                 | 2017 | —                    | The Scene        |
| "Hurricane"                                  | 2019 | —                    | Rehab            |
| "Nice Boi"                                   | 2019 | —                    | Rehab            |
| "Prism"                                      | 2019 | —                    | Rehab            |
| "Hypa Hypa"                                  | 2020 | 77                   | MMXX             |
| "Hate/Love"                                  | 2020 | —                    | MMXX             |
| "We Got the Moves"                           | 2021 | 93                   | Tekkno           |
| "Pump It"                                    | 2021 | 31                   | Tekkno           |
| "Spaceman" (feat Finch)                      | 2022 | 31                   | Tekkno           |
| "Fuckboi" (feat Conquer Divide)              | 2022 | —                    | Tekkno           |
| "Hurrikan"                                   | 2022 | —                    | Tekkno           |
| "Everytime We Touch" (Cascada (banda) cover) | 2023 | 95                   | —                |
| "Ratatata" (feat Babymetal)                  | 2024 | —                    | —                |

### Videos musicales
| Año  | Título                                       | Directores(s)                     |
| ---- | -------------------------------------------- | --------------------------------- |
| 2010 | "California Gurls" cover)                    | Oliver Schillo                    |
| 2011 | "Is Anyone Up?"                              | Desconocido                       |
| 2012 | "Muffin Purper-Gurk"                         | Eskimo Callboy                    |
| 2013 | "Cinema" (Skrillex/Benny Benassi cover)      | Oliver Schillo and Pascal Schillo |
| 2013 | "We Are the Mess"                            | Eskimo Callboy and Oliver Schillo |
| 2014 | "Final Dance"                                | Tommy Antonini and Eskimo Callboy |
| 2015 | "Crystals"                                   | Eskimo Callboy                    |
| 2015 | "Best Day" (feat Sido)                       | Desconocido                       |
| 2015 | "Baby (T.U.M.H.)"                            | Desconocido                       |
| 2017 | "The Scene" (feat Fronz)                     | Eskimo Callboy                    |
| 2017 | "MC Thunder"                                 | Pascal Schillo and Oliver Schillo |
| 2017 | "VIP"                                        | Pascal Schillo and Oliver Schillo |
| 2018 | "Shallows"                                   | Christian Ripkens                 |
| 2019 | "Hurricane"                                  | Desconocido                       |
| 2019 | "Nice Boi"                                   | Desconocido                       |
| 2019 | "Prism"                                      | Desconocido                       |
| 2020 | "Made by America"                            | Christian Ripkens                 |
| 2020 | "Hypa Hypa"                                  | Pascal Schillo and Oliver Schillo |
| 2020 | "Hate/Love"                                  | Pascal Schillo and Oliver Schillo |
| 2020 | "MC Thunder II (Dancing Like a Ninja)"       | Pascal Schillo and Oliver Schillo |
| 2021 | "We Got the Moves"                           | Pascal Schillo and Oliver Schillo |
| 2021 | "Pump It"                                    | Pascal Schillo and Oliver Schillo |
| 2022 | "Spaceman" (feat Finch)                      | Pascal Schillo and Oliver Schillo |
| 2022 | "Fckboi" (feat Conquer Divide)               | Pascal Schillo and Oliver Schillo |
| 2022 | "Hurrikan"                                   | Pascal Schillo and Oliver Schillo |
| 2022 | "Arrow of Love"                              | Pascal Schillo and Oliver Schillo |
| 2022 | "Mindreader"                                 | Mirko Witzki                      |
| 2023 | "Tekkno Train"                               | Pascal Schillo and Oliver Schillo |
| 2023 | "Everytime We Touch" (Cascada (banda) cover) | Pascal Schillo and Oliver Schillo |
| 2023 | "Parasite"                                   | Christian Ripkens                 |

## Páginas oficiales
- Website Oficial (Alemán, Inglés)
- Eskimo Callboy at MySpace
- Eskimo Callboy at Facebook
- Electric Callboy at Instagram